# Lorena Ochoa
Lorena Ochoa Reyes (Guadalajara, 15 novembre 1981) è una golfista messicana.
Ha vinto 30 tornei LPGA Tour e 3 Futures Tour tra il 2003 e il 2010, ed è stata ininterrottamente al primo posto della classifica mondiale dal 2007 al 2010. È considerata la miglior golfista messicana di tutti i tempi, in quanto è stata l'unica sia tra le donne che tra gli uomini a raggiungere il primo posto nella graduatoria mondiale
Il 20 aprile 2010 ha annunciato il suo ritiro dal golf professionistico, perché ha raggiunto tutti i traguardi che si era prefissata, giocare nel circuito LPGA per una decina d'anni ed essere la numero 1 al mondo.
Non ha però chiuso definitivamente le porte ad un suo rientro nei prossimi anni, essendo rimasta membro del circuito LPGA.

## Biografia
Nata e cresciuta a Guadalajara, Ochoa era la terza di quattro figli di un promotore immobiliare e di un artista. Ha iniziato a giocare a golf all'età di cinque anni, ha vinto il suo primo evento statale all'età di sei anni e il suo primo evento nazionale a sette.

### Vita privata
Si fidanzò con il suo fidanzato Andrés Conesa Labastida, amministratore delegato di Aeroméxico, e si sposarono nel dicembre 2009. Nell'aprile 2011, Ochoa annunciò di essere incinta del primo figlio della coppia. A metà del 2017 ha 3 figli.

## Vittorie professionali (30)

### LPGA Tour (27)
| Legenda                        |
| Campionati Major LPGA Tour (2) |
| Altri LPGA Tour (25)           |

| No. | Data              | Torneo                                       | Punteggio di vittoria | Margine  | Seconda/e                                                                   |
| --- | ----------------- | -------------------------------------------- | --------------------- | -------- | --------------------------------------------------------------------------- |
| 1   | 16 maggio 2004    | Franklin American Mortgage Championship      | −16 (70-67-67-68=272) | 1 colpo  | Wendy Ward                                                                  |
| 2   | 29 agosto 2004    | Wachovia LPGA Classic                        | −19 (67-68-69-65=269) | 2 colpi  | Grace Park                                                                  |
| 3   | 19 giugno 2005    | Wegmans Rochester LPGA                       | −15 (67-69-72-65=273) | 4 colpi  | Paula Creamer                                                               |
| 4   | 15 aprile 2006    | LPGA Takefuji Classic                        | −19 (63-68-66=197)    | 3 colpi  | Seon Hwa Lee                                                                |
| 5   | 21 maggio 2006    | Sybase Classic                               | −5 (71-71-66=208)     | 2 colpi  | Kyeong Bae Hee-Won Han                                                      |
| 6   | 27 agosto 2006    | Wendy's Championship for Children            | −24 (67-68-64-65=264) | 3 colpi  | Jee Young Lee Stacy Prammanasudh                                            |
| 7   | 8 ottobre 2006    | Corona Morelia Championship                  | −20 (71-64-68-69=272) | 5 colpi  | Julieta Granada                                                             |
| 8   | 15 ottobre 2006   | Samsung World Championship                   | −16 (67-73-67-65=272) | 2 colpi  | Annika Sörenstam                                                            |
| 9   | 12 novembre 2006  | The Mitchell Company Tournament of Champions | −21 (66-73-63-65=267) | 10 colpi | Paula Creamer Juli Inkster                                                  |
| 10  | 25 marzo 2007     | Safeway International                        | −18 (69-64-69-68=270) | 2 colpi  | Suzann Pettersen                                                            |
| 11  | 20 maggio 2007    | Sybase Classic                               | −18 (68-67-67-68=270) | 3 colpi  | Sarah Lee                                                                   |
| 12  | 24 giugno 2007    | Wegmans LPGA                                 | −8 (69-71-67-73=280)  | Playoff  | In-Kyung Kim                                                                |
| 13  | 5 agosto 2007     | Ricoh Women's British Open                   | −5 (67-73-73-74=287)  | 4 colpi  | Maria Hjorth Jee Young Lee                                                  |
| 14  | 19 agosto 2007    | CN Canadian Women's Open                     | −16 (70-65-64-69=268) | 3 colpi  | Paula Creamer                                                               |
| 15  | 26 agosto 2007    | Safeway Classic                              | −12 (67-66-71=204)    | 5 colpi  | Sophie Gustafson Christina Kim Mhairi McKay Inbee Park                      |
| 16  | 14 ottobre 2007   | Samsung World Championship                   | −18 (68-67-69-66=270) | 4 colpi  | Mi-Hyun Kim                                                                 |
| 17  | 18 novembre 2007  | ADT Championship                             | −4 (70-70-66-68)      | 2 colpi  | Natalie Gulbis                                                              |
| 18  | 2 marzo 2008      | HSBC Women's Champions                       | −20 (66-65-69-68=268) | 11 colpi | Annika Sörenstam                                                            |
| 19  | 30 marzo 2008     | Safeway International                        | −22 (65-67-68-66=266) | 7 colpi  | Jee Young Lee                                                               |
| 20  | 6 aprile 2008     | Kraft Nabisco Championship                   | −11 (68-71-71-67=277) | 5 colpi  | Suzann Pettersen Annika Sörenstam                                           |
| 21  | 13 aprile 2008    | Corona Championship                          | −25 (66-66-66-69=267) | 11 colpi | Song-Hee Kim                                                                |
| 22  | 20 aprile 2008    | Ginn Open                                    | −18 (68-67-65-69=269) | 3 colpi  | Yani Tseng                                                                  |
| 23  | 18 maggio 2008    | Sybase Classic                               | −10 (68-67-71=206)    | 1 colpo  | Na Yeon Choi Sophie Gustafson Brittany Lang Catriona Matthew Morgan Pressel |
| 24  | 28 settembre 2008 | Navistar LPGA Classic                        | −15 (67-67-69-70=273) | Playoff  | Cristie Kerr Candie Kung                                                    |
| 25  | 1 marzo 2009      | Honda LPGA Thailand                          | −14 (71-69-68-66=274) | 3 colpi  | Hee Young Park                                                              |
| 26  | 26 aprile 2009    | Corona Championship                          | −25 (65-65-69-68=267) | 1 colpo  | Suzann Pettersen                                                            |
| 27  | 4 ottobre 2009    | Navistar LPGA Classic                        | −18 (66-68-66-70=270) | 4 colpi  | Brittany Lang Michelle Wie                                                  |

LPGA Tour playoff record (2–5)
| No. | Anno | Torneo                        | Sfidante/i                | Risultato                                                                                              |
| --- | ---- | ----------------------------- | ------------------------- | --- |
| 1   | 2005 | Safeway International         | Annika Sörenstam          | Perso con il pari alla prima buca extra                                                                |
| 2   | 2006 | SBS Open at Turtle Bay        | Joo Mi Kim Soo Young Moon | Kim ha vinto col colpo birdie alla seconda buca extra Ochoa eliminata col colpo birdie alla prima buca |
| 3   | 2006 | Kraft Nabisco Championship    | Karrie Webb               | Perso col colpo birdie alla prima buca extra                                                           |
| 4   | 2007 | Ginn Tribute Hosted by Annika | Nicole Castrale           | Perso alla pari alla prima buca extra                                                                  |
| 5   | 2007 | Wegmans LPGA                  | In-Kyung Kim              | Vinto con par alla seconda buca extra                                                                  |
| 6   | 2007 | Longs Drugs Challenge         | Suzann Pettersen          | Perso col colpo birdie alla seconda buca extra                                                         |
| 7   | 2008 | Navistar LPGA Classic         | Cristie Kerr Candie Kung  | Vinto con pari alla seconda buca extra Kerr eliminata con pari alla prima buca                         |

### Futures Tour (3)
| No. | Data           | Torneo                                          | Punteggio di vittoria | Margine | Seconda/e     |
| --- | -------------- | ----------------------------------------------- | --------------------- | ------- | ------------- |
| 1   | 16 giugno 2002 | JWA/Michelob Light FUTURES Charity Golf Classic | −9 (201)              | 4 colpi | Amy Dahle     |
| 2   | 30 giugno 2002 | Ann Arbor FUTURES Classic                       | −8 (68-72-68=208)     | 1 colpo | Christina Kim |
| 3   | 11 agosto 2002 | Betty Puskar Futures Golf Classic               | −9 (70-68-69=207)     | 2 colpi | Erika Wicoff  |

Futures Tour playoff record (0–1)
| No. | Anno | Torneo                                              | Sfidante      | Risultato                                    |
| --- | ---- | --------------------------------------------------- | ------------- | -------------------------------------------- |
| 1   | 2002 | Hewlett-Packard Garden State FUTURES Summer Classic | Christina Kim | Perso col colpo birdie alla sesta buca extra |

## Tornei Major

### Vittorie (2)
| Anno | Campionato                 | Punteggio di vittoria | Margine | Seconda/e                          |
| ---- | -------------------------- | --------------------- | ------- | ---------------------------------- |
| 2007 | Ricoh Women's British Open | −5 (67-73-73-74=287)  | 4 colpi | Maria Hjorth, Jee Young Lee        |
| 2008 | Kraft Nabisco Championship | −11 (68-71-71-67=277) | 5 colpi | Suzann Pettersen, Annika Sörenstam |

## Risultati LPGA Tour
| Anno   | Tornei giocati | Cuts fatti | Vinti | Seconda | Terza | Primi 10 | Miglior risultato | Guadagni ($) | Posizione ($) | Punteggio medio | Miglior Posizione |
| ------ | -------------- | ---------- | ----- | ------- | ----- | -------- | ----------------- | ------------ | ------------- | --------------- | ----------------- |
| 2003   | 24             | 23         | 0     | 2       | 3     | 8        | 2                 | 823,740      | 9             | 70.97           |                   |
| 2004   | 27             | 27         | 2     | 1       | 5     | 18       | 1                 | 1,450,824    | 3             | 70.02           | 3                 |
| 2005   | 23             | 20         | 1     | 4       | 0     | 10       | 1                 | 1,201,786    | 4             | 71.39           | 9                 |
| 2006   | 25             | 25         | 6     | 6       | 2     | 20       | 1                 | 2,592,872    | 1             | 69.24           | 1                 |
| 2007   | 25             | 25         | 8     | 5       | 2     | 21       | 1                 | 4,364,994    | 1             | 69.68           | 1                 |
| 2008   | 22             | 22         | 7     | 0       | 2     | 17       | 1                 | 2,763,193    | 1             | 69.70           | 1                 |
| 2009   | 22             | 22         | 3     | 4       | 0     | 13       | 1                 | 1,489,395    | 4             | 70.16           | 1                 |
| 2010   | 6              | 6          | 0     | 0       | 0     | 2        | 4                 | 176,527      | 53            | 71.92           | n/a               |
| 2012   | 1              | 1          | 0     | 0       | 0     | 0        | T18               | 13,158       | 141           | 71.00           | n/a               |
| Totale | 183            | 177        | 27    | 22      | 14    | 113      | 1                 | 14,863,331   | 4             |                 |                   |